# Dreaming of Me
Dreaming of Me – singel grupy Depeche Mode. Jest to debiutancki singel tego zespołu, wydany 20 lutego 1981 roku w Wielkiej Brytanii, nie został on natomiast wydany w USA. Znalazł się on na zremasterowanej wersji albumu Speak & Spell tuż po utworze Just Can’t Get Enough. Strona B zawiera utwór Ice Machine.

## Wydany w krajach
- Australia (7")
- Belgia (CD)
- Brazylia (CD)
- Francja (CD)
- Kanada (7")
- Niemcy (7", CD, 3" CD)
- Nowa Zelandia (7")
- Portugalia (7")
- Unia Europejska (CD)
- USA (7", CD)
- Wielka Brytania (7", CD)

## Informacje
- Nagrano w Blackwing Studios, Londyn (Wielka Brytania)
- Teksty i muzyka Vince Clarke
- Inżynier dźwięku Eric Radcliffe

## WydaniaEdisom Lda
- numer katalogowy: 502003, wydany kiedy, format: 7", kraj: Portugalia:
  1. Dreaming of Me
  2. Ice Machine

## WydaniaIndisc
- numer katalogowy: CD MUTE 466139, wydany (reedycja) kiedy, format: CD, kraj: Belgia:
  1. Dreaming of Me – 3:46
  2. Ice Machine – 3:54

## WydaniaIntercord Ton GmbH
- numer katalogowy: INT 197.206, wydany kiedy, format: 7", kraj: RFN:
  1. Dreaming of Me – 3:46
  2. Ice Machine – 3:54

- numer katalogowy: INT 811.868, wydany 1988, format: 3" CD, kraj: RFN:
  1. Dreaming of Me – 4:01
  2. Ice Machine – 4:06

- numer katalogowy: INT 826.970, wydany 1991, format: CD, kraj: Niemcy:
  1. Dreaming of Me – 3:46
  2. Ice Machine – 3:54

## WydaniaMute
- numer katalogowy: 7 MUTE 013, wydany 20 lutego 1981, format: CD, kraj: Wielka Brytania:
  1. Dreaming of Me – 3:46
  2. Ice Machine – 3:54

- numer katalogowy: CD MUTE 13, wydany (reedycja) 1991, format: CD, kraj: Wielka Brytania:
  1. Dreaming of Me – 3:46
  2. Ice Machine – 3:54

- numer katalogowy: CD MUTE 13, wydany (reedycja) 1991, format: CD, kraj: Unia Europejska:
  1. Dreaming of Me – 3:46
  2. Ice Machine – 3:54

## WydaniaPowderworks
- numer katalogowy: POW0009, wydany (reedycja) kiedy, format: 7", kraj: Australia:
  1. Dreaming of Me
  2. Ice Machine

- numer katalogowy: POW0009, wydany (reedycja) kiedy, format: 7", kraj: Nowa Zelandia:
  1. Dreaming of Me
  2. Ice Machine

## WydaniaSire
- numer katalogowy: PRO 0610, wydany (reedycja) kiedy, format: 7", kraj: Kanada:
  1. Dreaming of Me – 3:42
  2. Any Second Now (Voices) – 2:33

## WydaniaSire/Reprise
- numer katalogowy: 40289-2, wydany (reedycja) 19 listopada 1991, format: CD, kraj: USA:
  1. Dreaming of Me – 3:46
  2. Ice Machine – 3:54

- numer katalogowy: 40289-2, wydany (reedycja) 18 sierpnia 1992, format: CD, kraj: USA:
  1. Dreaming of Me – 3:46
  2. Ice Machine – 3:54

- numer katalogowy: CD MUTE 13 (R2 78889A), wydany (reedycja) 30 marca 2004, format: CD, kraj: USA:
  1. Dreaming of Me – 3:46
  2. Ice Machine – 3:54

## WydaniaSum Records
- numer katalogowy: 30297, wydany (reedycja) kiedy, format: CD, kraj: Brazylia:
  1. Dreaming of Me – 4:01
  2. Ice Machine – 4:06

## WydaniaVirgin
- numer katalogowy: PRO 0610, wydany (reedycja) kiedy, format: CD, kraj: Francja:
  1. Dreaming of Me – 4:01
  2. Ice Machine – 4:06

## Twórcy
Depeche Mode
- David Gahan – wokale główne
- Martin Gore – syntezator, automat perkusyjny, chórki
- Vince Clarke – syntezator, chórki
- Andrew Fletcher – syntezator, chórki

Dodatkowi muzycy
- Daniel Miller - dodatkowe syntezatory, programowanie, ARP 2600